# Bill Watrous
William Russell "Bill" Watrous III (født 8. juni 1939 i Middletown, Connecticut - død 3. juli 2018 i Los Angeles, USA) var en amerikansk basunist.
Watrous blev gjort interesseret i basunen som dreng igennem sin fader, der var basunist.
Han slog for alvor igennem i 1960´erne, hvor han spillede med bl.a. Maynard Ferguson, Woody Herman og Quincy Jones.
I begyndelsen af 1970'erne formede Watrous sit eget bigband, The Manhattan Wildlife Refuge Big Band, som lavede 2 plader Manhattan Wildlife Refuge (1974), og The Tiger Of San Pedro (1975), som i dag regnes for to vigtige big band plader.
Watrous som både spiller jazz, klassisk og popmusik, hører til blandt de ledende basunister. Han spiller stadig med sine egne grupper, og som studiemusiker.
Han har indspillet med mange af jazzens store musikere, såsom Chick Corea, Quincy Jones etc. Han har ligeledes lavet mange plader i eget navn.

## Diskografi

### Som orkesterleder
- In Love Again (som William Russell Watrous with the Richard Behrke Strings) (MTA, 1964)
- Plays Love Themes for the Underground, the Establishment & Other Sub Cultures Not Yet Known (With the Walter Raim Concept) (MTA, 1969)
- Bone Straight Ahead (Famous Door, 1973)
- Manhattan Wildlife Refuge (Columbia, 1974)
- The Tiger of San Pedro (Columbia, 1975)
- Funk 'n' Fun (Yupiteru, 1979)
- Watrous in Hollywood (Famous Door, 1979)
- Coronary Trombossa! (Famous Door, 1980)
- I'll Play for You (Famous Door, 1980)
- La Zorra (Famous Door, 1980)
- Bill Watrous in London (Mole Jazz, 1982)
- Roaring Back to New York, New York (Famous Door, 1983)
- Bill Watrous and Carl Fontana (Atlas, 1984)
- Someplace Else (Soundwings, 1986)
- Reflections (Soundwings, 1987)
- Bone-Ified (GNP Crescendo, 1992)
- Time for Love (GNP Crescendo, 1993)
- Space Available (Double-Time, 1997)
- Live at the Blue Note (Half Note, 2000)
- Living in the Moment with The Gary Urwin Jazz Orchestra (Sea Breeze, 2003)
- Live in Living Comfort (Stonequake, 2003)
- Mad to the Bone with The Rob Stoneback Big Band (Stonequake, 2003)
- Kindred Spirits with The Gary Urwin Jazz Orchestra (Summit, 2006)

### Som sideman
Med Deodato
- Prelude (CTI, 1973)

Med Kenny Burrell
- Blues - The Common Ground (Verve, 1968)

Med Paul Desmond
- Summertime (A&M/CTI, 1968)

Med Maynard Ferguson
- The Blues Roar (Mainstream, 1965)

Med Quincy Jones
- Golden Boy (Mercury, 1964)
- Roots (A&M, 1977)

Med O'Donel Levy
- Dawn of a New Day (Groove Merchant, 1973)
- Simba (Groove Merchant, 1974)

Med Milton Nascimento
- Courage (A&M/CTI, 1969)

Med Jimmy Witherspoon
- Blues for Easy Livers (Prestige, 1965)

Med Johnny Richards
- Aqui Se Habla Español (Roulette, 1967)

Med Red Rodney
- The Red Tornado (Muse, 1975)

Med Arturo Sandoval
- Dream Come True (1993)

Med Kai Winding
- Modern Country (Verve, 1964)
- The In Instrumentals (Verve, 1965)
- More Brass (Verve, 1966)
- Dirty Dog (Verve, 1966)
- Penny Lane & Time (Verve, 1967)
- Trombone Summit (MPS,1980)

Med Pennsbury Concert Jazz Band
- Then & Now (2013)

'With Ingrid James and San Gabriel 7 (JGS-SG7, 2012)